# Saule, Pērkons, Daugava

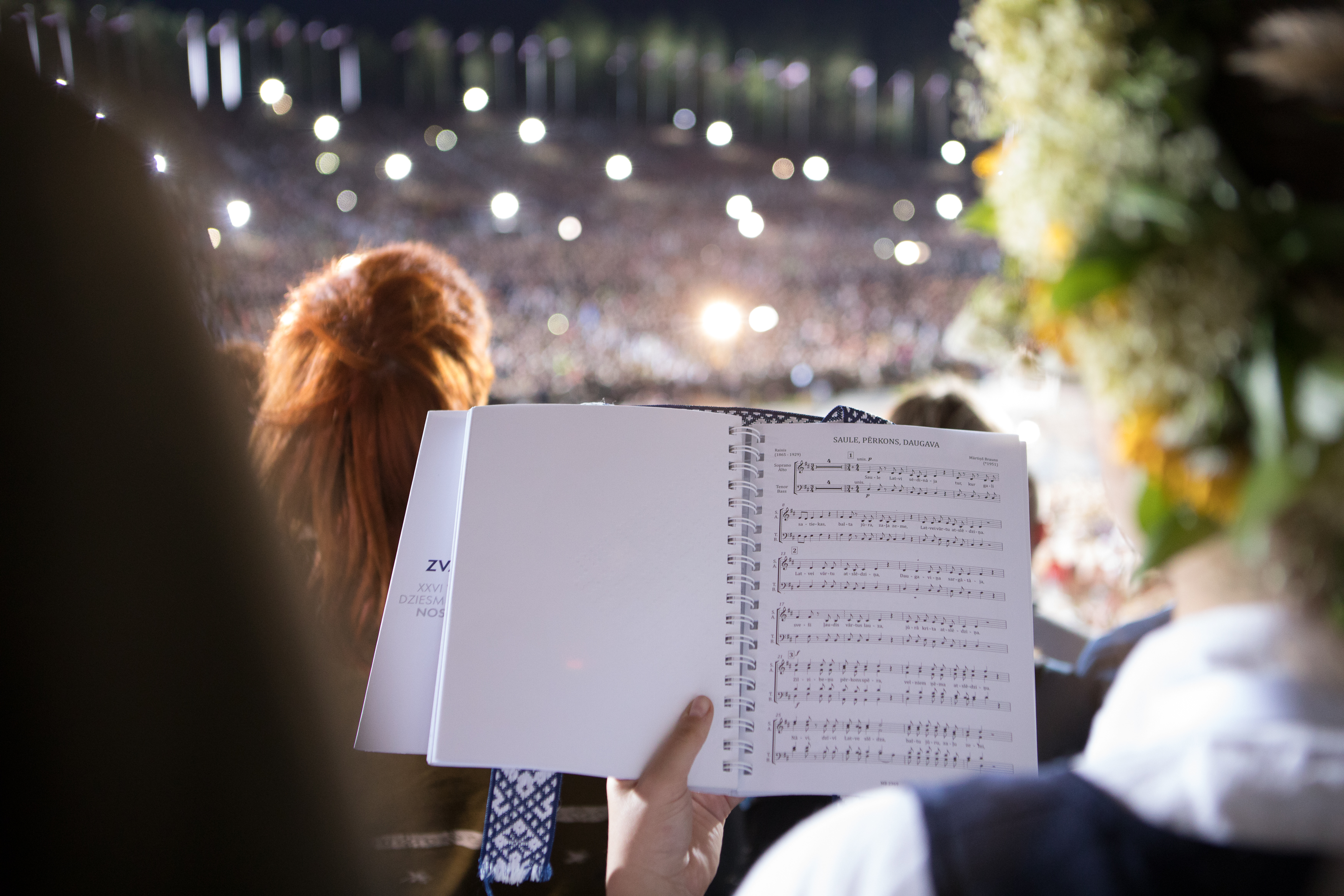
Uczestnicy Łotewskiego Festiwalu Pieśni i Tańca wykonują utwór Saule, Pērkons, Daugava, 2018 r.

Saule, Pērkons, Daugava (Saule, Perkun, Dźwina) – chóralna łotewska pieśń patriotyczna, skomponowana przez Mārtiņša Braunsa do słów Rainisa.

## Opis
Pieśń miała premierę w Valmierskim Teatrze Dramatycznym w 1988 roku. W 1990 roku została wykonana na Łotewskim Festiwalu Piosenki i Tańca i szybko stała się muzycznym symbolem tzw. śpiewającej rewolucji. Po odzyskaniu przez Łotwę niepodległości, utwór nie stracił na popularności, a nawet dyskutowano o tym, by stał się nowym hymnem państwowym.
W 2014 roku zaadaptowana wersja pieśni z tekstem Miquela Martí i Pol, zatytułowana Ara és l'hora stała się oficjalnym hymnem katalońskiego ruchu niepodległościowego.
W 2018 roku słuchacze Radia SWH uznali Saule, Pērkons, Daugava za najlepszą łotewską pieśń: utwór zdobył większość z prawie 137 000 oddanych głosów.

## Tekst
Tekst oryginalnie pochodzi z poematu (i jego kolejnych części) pt. Daugava, tworzonego od 1915 r. przez łotewskiego pisarza Rainisa.
| Tekst w języku łotewskim |
| --- |
| Saule Latvi sēdināja Tur, kur gali satiekas. Balta jūra, zaļa zeme, Latvei vārtu atslēdziņa. Latvei vārtu atslēdziņa, Daugaviņas sargātāja. Sveši ļaudis vārtus lauza Jūrā krita atslēdziņa. Zilzibeņu pērkons spēra, velniem ņēma atslēdziņu. Nāvi, dzīvi Latve slēdza, Baltu jūru, zaļu zemi Saule Latvi sēdināja Baltas jūras maliņā, Vēji smiltis putināja — ko lai dzēra latvju bērni? Saule lika Dieviņami, Lai tas raka Daugaviņu. Zvēri raka, Dieviņš lēja No mākoņa dzīvūdeņi. Dzīves ūdens, nāves ūdens Daugavā satecēja. Es pamērcu pirkstu galu Abus jūtu dvēselē. Nāves ūdens, dzīves ūdens — Abus jūtam dvēselē. Saule mūsu māte — Daugav' — sāpju aukle. Pērkons velna spērējs, Tas mūsu tēvs. |